# 駙馬都尉
駙馬都尉（ふばとい）は、かつて中国で、皇帝が乗る馬車のそえ馬をつかさどった官職である。紀元前2世紀に前漢で設けられた。

## 前漢
武帝のとき、奉車都尉とともに初めて置かれた。設置年は明記されないが、奉車都尉の霍嬗が元封元年（紀元前110年）にあった封禅に従ったので、奉車都尉・駙馬都尉の起源は即位年である紀元前141年より後、紀元前110年より前となる。
駙馬とは、馬車につながれるものの、牽引せずに伴走する馬である。4頭立ての馬車では馬を横に4頭並べて馬車につなぐが、綱に重みがかかるのは内側の2頭で、外側の2頭は横を走るだけである。この外側の馬が駙馬で、内側の馬が疲れると交代した。付け馬、副馬、副え馬（そえうま）ともいう。馬車は奉車都尉が管理し、駙馬を駙馬都尉が管理した。
官秩は比二千石。部下がなく仕事も重要ではないが、皇帝の近くに控える側近で、比二千石は高禄である。武帝の駙馬都尉金日磾は、皇帝を暗殺しようとした馬何羅に抱きついて犯行を阻止した。昭帝の代には幼い皇帝と年が近い金賞・金建の兄弟が8、9歳で奉車都尉・駙馬都尉になった。続く王、史、趙、傅は外戚の一族。董賢は外戚ではないが哀帝に特に寵愛され、弟も駙馬都尉になった。

## 後漢
後漢における官秩は比二千石で定員はないとされる。明帝永平15年（紀元72年）には耿秉が駙馬都尉に任じられ、竇固とともに北匈奴討伐に従事したことが『後漢書』耿秉伝に記録されている

## 魏晋南北朝以降
唐代には睿宗淮陽公主の夫王承慶が駙馬都尉に叙されるなど名門への叙任例が見られる。宋代以降も、皇族と婚姻した貴族の栄誉職として駙馬都尉が存続し、『宋史』百官志上に数例が列挙されている。

## 駙馬都尉の人物

### 前漢
- 金日磾 - 武帝のとき、後元2年（紀元前87年）まで、侍中を兼ねる[10]。
- 金賞 - 昭帝（在位紀元前87年 - 紀元前74年）時代に駙馬都尉を務めたとされるが、史書には奉車都尉と記されていることから誤記の可能性が指摘されている[11]。奉車都尉の誤りか。
- 金建 - 昭帝のとき。
- 王商 - 元帝の初元元年（紀元前48年）見、侍中を兼ねる[12]。
- 史丹 - 元帝即位（初元元年、紀元前48年）の直後に任、成帝即位（竟寧元年、紀元前33年）の直後に免、侍中を兼ねる[13]。
- 王商の親族 - 成帝のとき、河平4年（紀元前25年）まで[14]。
- 王舜  - 成帝のとき、綏和元年（紀元前8年）まで[15]。
- 趙欽 - 哀帝のとき、綏和2年（紀元前7年）5月以前に任[16] - 綏和2年5月の数か月後に免[17]
- 傅遷 - 哀帝のとき、綏和2年（紀元前7年）か建平元年（紀元前6年）見[18]
- 董賢 - 哀帝のとき、建平2年（紀元前5年）以降に任[19]、元寿元年（紀元前2年）12月まで[20]。
- 董寛信 - 元寿元年（紀元前2年）12月任[21]、平帝の元寿2年（紀元前1年）免[22]。

### 三国

#### 魏
- 夏侯楙 - 侍中・尚書・安西将軍・鎮東将軍・持節
- 游楚

#### 蜀
- 諸葛喬